# Eustrotia noloides
Eustrotia noloides là một loài bướm đêm trong họ Noctuidae.